# Windows Communication Foundation
Windows Communication Foundation känt som Indigo är ett ramverk som släpptes med Microsoft .NET Framework 3.0 med inriktning att bygga serviceorienterade applikationer. Det liknar web service och COM+. Tekniken har stöd för transaktioner, säkerhet och meddelandeköer. Tjänsten kan vara byggd som en Windows Service, Windows Applikation, konsolapplikation eller en webbapplikation.